# Satoko Kizaki
Satoko Kizaki (jap. 木崎 さと子, Kizaki Satoko; * 6. November 1939 in Xinjing (heute: Changchun) in der Mandschurei) ist eine japanische Schriftstellerin.
Kizaki, die siebenjährig nach Japan kam, absolvierte nach dem Besuch der Oberschule der Präfektur Toyama ein Studium an der Tōkyō Joshi Daigaku. Sie arbeitete ab 1960 in einem Wirtschaftsunternehmen und lebte ab 1962 siebzehn Jahre lang im Ausland, u. a. von 1962 bis 1967 in Frankreich und den USA und zwischen 1976 und 1979 nochmals in Frankreich.
Nach ihrer Rückkehr nach Japan begann sie ihre Laufbahn als Schriftstellerin. Für ihr Debütwerk, den Erzählband Rasoku wurde sie 1980 mit dem Bungakukai-Preis für Nachwuchsautoren ausgezeichnet und für den Akutagawa-Preis nominiert. Den Akutagawa-Preis erhielt sie 1984 für den Erzählband Ao giri. In der Folgezeit trat sie als Autorin von Romanen und Essays hervor.

## Werke
- 1982 Rasoku, (裸足), Erzählungen
- 1985 Ao giri, (青桐), Erzählungen
- 1985 Mō hitotsu nō kofuku, Erzählungen
- 1987 Shizumeru tera, (沈める寺), Roman
- 1988 Ai no seiboshi, (愛の聖母子), Roman
- 1988 Nami, half way, (波 ハーフ・ウェイ, Nami hāfu ue), Roman
- 1988 Utsukushii deai, (美しい出会い), Essays
- 1989 Sanzoku no haka, (山賊の墓), Roman
- 1990 Kōfuku no tani, (幸福の谷),  Erzählungen
- 1991 Ato naki niwa ni, (跡なき庭に), Roman

## Quelle
- Sachiko Shibata Schierbeck, Marlene R. Edelstein: Japanese Women Novelists in the 20th Century: 104 Biographies, 1900-1993. Museum Tusculanum Press, 1994, ISBN 87-7289-268-4, S. 297–299 (eingeschränkte Vorschau in der Google-Buchsuche).

| Personendaten    | Personendaten               |
| ---------------- | --------------------------- |
| NAME             | Kizaki, Satoko              |
| ALTERNATIVNAMEN  | 木崎 さと子 (japanisch)     |
| KURZBESCHREIBUNG | japanische Schriftstellerin |
| GEBURTSDATUM     | 6. November 1939            |
| GEBURTSORT       | Xinjing                     |